# Entretiens sur la pluralité des mondes
Les Entretiens sur la pluralité des mondes est un essai sur l'astronomie publié par Fontenelle en 1686.
L'ouvrage se compose de six leçons de vulgarisation des connaissances de René Descartes et Nicolas Copernic, données à une marquise, réparties sur six soirées et précédées d'une préface et d'un envoi À Monsieur L***.
- Premier soir. Que la Terre est une Planète qui tourne sur elle-même, & autour du Soleil.
- Second soir. Que la Lune est une Terre habitée.
- Troisième soir. Particularités du Monde de la Lune. Que les autres Planètes sont habitées aussi.
- Quatrième soir. Particularités des Mondes de Vénus, de Mercure, de Mars, de Jupiter, & de Saturne.
- Cinquième soir. Que les Étoiles Fixes sont autant de Soleils dont chacun éclaire un Monde.
- Sixième soir.[1] Nouvelles pensées qui confirment celles des Entretiens précédents. Dernières découvertes qui ont été faites dans le Ciel.

## Antériorité
Épicure, dans sa Lettre à Hérodote, parlait déjà de la « pluralité des mondes »
Giordano Bruno, dominicain et philosophe, à la fin du XVIe siècle, émet l'hypothèse de « la pluralité des mondes habités » dans son ouvrage De l'infinito universo et Mondi.

## Intentions de Fontenelle
Fontenelle est un des initiateurs de l'esprit de vulgarisation scientifique, qui sera poursuivi par les encyclopédistes du XVIIIe siècle. Jusqu'ici, les ouvrages scientifiques étaient en latin et destinés aux érudits, et Fontenelle tente de changer cet état de fait.
À la fin du XVIIe siècle, l'héliocentrisme n'était pas encore très connu du grand public cultivé qui en restait plutôt au géocentrisme de Ptolémée, et cet ouvrage est un des premiers à tenter de vulgariser le système de Nicolas Copernic.
L'ouvrage développe aussi certaines idées de son auteur, comme le scepticisme face à la métaphysique, la foi en la puissance de la méthode scientifique et du progrès, et la défense du relativisme en opposition aux philosophes qui pensent que l'homme et ses préoccupations sont au centre de l'univers .

## Réception
Dès 1730, le poète et diplomate russe Antioche Cantemir traduit le Premier soir. En 1742 il compose sur cette œuvre des commentaires qui forment l'ébauche de son traité « De la Nature et des Hommes », première tentative de doter la langue russe d'une terminologie philosophique. Mais la traduction du traité de Fontenelle en russe sera censurée par le Saint-Synode en 1756.
Pierre Flourens en a fait l’éloge en disant « que Fontenelle a le double mérite d’éclaircir ce qu’il peut y avoir d’obscur dans les travaux de ceux qu’il loue, et de généraliser ce qu’ils ont de technique. » 

## Éditions
Trente-trois éditions du texte (avec des modifications) parurent du vivant de son auteur, mais seulement quatre éditions scientifiques depuis lors (en gras ci-dessous).
- 1686, Paris, Vve C. Blageart, 1686, 359 p. (Bnf ; disponible dans Gallica). La première édition de l'ouvrage, qui ne contenait que 5 Soirs.
- 1687, première édition contenant le Sixième soir.
- 1724, nouvelle (i. e. 7e) éd. augmentée de pièces diverses, Paris, Michel Brunet, disponible dans Gallica.
- 1742, Paris, Bernard Brunet fils, au tome II des Œuvres complètes de M. de Fontenelle. Dernière édition revue par Fontenelle et, à ce titre, considérée comme définitive et utilisée pour les éditions de référence.
- 1769, Paris, chez la veuve Regnard (PLUME).

- 1899, Paris, Librairie de la Bibliothèque nationale, 190 p. (Bnf)
- 1908, édition de Louis Maigron.
- 1955, édition critique de Robert Shackleton[4]', Oxford, Clarendon press, 218 p.
- 1966, édition critique d'Alexandre Calame, Société des textes français modernes.
- 1998, édition critique et commentée par Christophe Martin, GF Flammarion  (ISBN 2-08-071024-9).
- Association des Bibliophiles Universels, texte en ligne.

### Traductions

#### Anglais
L'ouvrage a été traduit en 1687 par John Glanvill (en) puis à nouveau en 1688 par Aphra Behn sous le titre A Discovery of New Worlds.

#### Russe
Antioche Cantemir le traduisit en russe en 1730. La traduction fut publiée en 1740 dans une version censurée à cause des objections de l'Eglise orthodoxe.